# Schwarzfirnis-Keramik

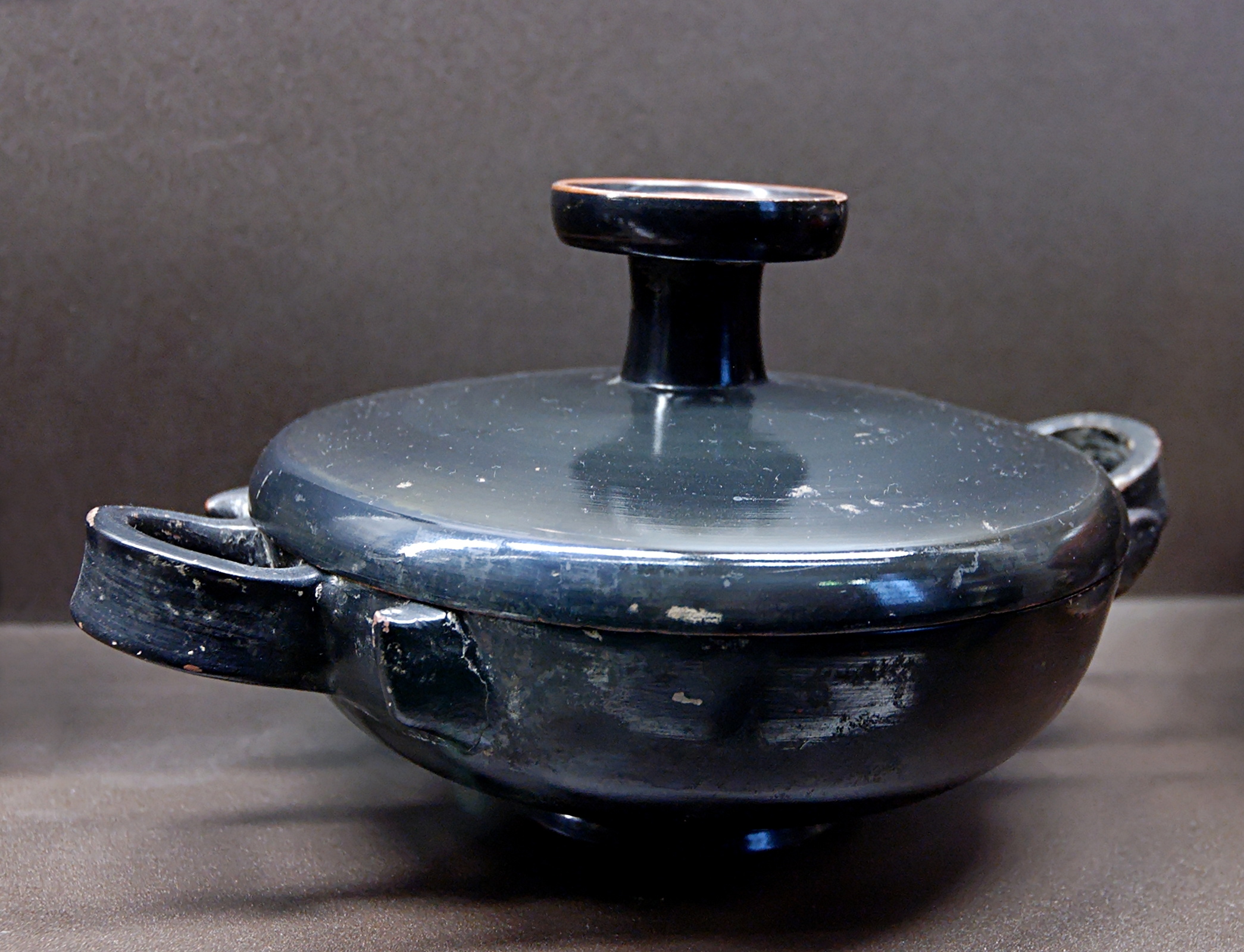
Attische Schwarzfirnis-Lekanis, um 450/40 v. Chr., heute im Louvre

Als Schwarzfirnis-Keramik wird eine Gattung antiker griechischer Feinkeramik bezeichnet. Die moderne Bezeichnung beschreibt Tongefäße mit einem schwarzen Überzug.
Schwarzfirnis-Keramik wurde vor allem in klassischer und hellenistischer Zeit produziert. Während eines reduzierten Brandes entstand durch Sinterung des eisenhaltigen Tons ein schwarz glänzendes Produkt. Die Keramik wurde sowohl auf der Töpferscheibe gedreht, als auch in Formschüsseln hergestellt. Der Firnis wurde mit einem Pinsel auf einer laufenden Drehscheibe oder durch Untertauchen in ausgeschlämmte Schlickermasse aufgetragen. Manchmal war die Schwarzfirnis-Keramik auch mit weißer, roter oder goldener Bemalung verziert. Üblich waren auch Stempelungen und reliefierte Gefäßwandungen. Innerhalb eines Jahrhunderts verdrängte die Schwarzfirnis-Keramik im Verlauf des 5. Jahrhunderts v. Chr. die rotfigurige Keramik von den Märkten des Mittelmeerraumes. Seit der hellenistischen Zeit waren auch nichtgriechische Werkstätten tätig, deren Produktion meist nicht nur für den lokalen oder regionalen Markt bestimmt war. In den letzten Jahren nimmt die Bedeutung der Schwarzfirnis-Keramik für die Erforschung der Esskultur, der regionalen Kontakte und der Handelsgeschichte stark zu.